# E98

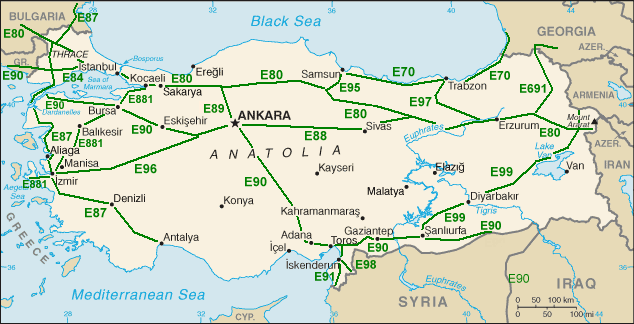
Europavägar i Turkiet

E98 eller Europaväg 98 är en endast 60 km lång europaväg som går i södra Turkiet, nära gränsen mot Syrien. Vägen slutar vid gränsen eftersom Syrien inte har europavägar och inte heller deltar i samarbetet.

## Sträckning
Den har följande sträckning:
Topbogazi - Kirikhan - Reyhanli - Cilvegözü - gränsen Turkiet-Syrien

## Standard
E98 är landsväg.

## Anslutningar
E98 ansluter till E91.